# اندیس میر خاش ۱
میر خاش ۱ یک اندیس فلزی است که در حوالی شهر گر مانج استان خراسان قرار دارد و مادهٔ معدنی موجود در آن، مس است.سنگ میزبان این اندیس آندزیت است و دیرینگی آن به دوران ائوسن می‌رسد. در این اندیس، پاراژنز‌های پیریت یافت می‌شوند.